# Alvania purpurea
Alvania purpurea är en snäckart som beskrevs av Dall 1871. Alvania purpurea ingår i släktet Alvania och familjen Rissoidae. Inga underarter finns listade i Catalogue of Life.